# 王莽岭
35°40′N 113°35′E / 35.667°N 113.583°E
王莽岭，又名龜鴕山，位于中华人民共和国山西省晋城市陵川县与河南省辉县市之间，现为国家4A级旅游景区及國家級地質公園。相傳西漢末年時期支持大司馬王莽稱帝的人曾宣稱在此發現一龍脈神龕，發現有一座相貌如王莽的帝王像，另有四字「王莽登基」。同時，王莽稱帝之後，追趕劉秀時在此安營紮寨，因而得名。
王莽岭主要景點有「山巔六絕」、「八台險境」和「十二奇觀」。
王莽岭地区的锡崖沟，当地人在30年的时间里，用铁锤等纯人工手段开凿了一条长7.5公里的隧道公路，人称当代愚公。

## 外部連結
香港文匯報、晉城市政府、晉城市旅遊文物局-王莽嶺介紹
不登王莽岭 岂识太行山？（页面存档备份，存于）